# Проліфікація
Проліфікація (від лат. proles — нащадок, потомство і лат. faci — роблю) або проліферація — проростання сформованої квітки. 
При проліфікації за рахунок невикористаної верхівкової меристеми вісь квітки видовжується і над нею утворюється облиснений пагін або, іноді, нова квітка. Проліфікація досить часто буває у троянди, полуниць, ананаса. Явище проліфікації свідчить про те, що квітка являє собою видозмінений, вкорочений пагін.